# اسيجلوتاميد
اسيجلوتاميد ويعرف بالأسماء التجارية (بالإنجليزية: Neuramina)‏ (بالإنجليزية:  Glumal)‏ هو دواء يساعد على تنظيم حركة الأمعاء، ويستخدم لعلاج التهاب المعدة، والارتجاع المعدي المريئي، عسر الهضم، أعراض القولون العصبي.